# Осот безстеблий
Осот безстеблий (Cirsium acaulon, Cirsium acaule) — вид квіткових рослин з родини айстрових (Asteraceae). Зростає у Європі: Австрія, Естонія, Литва, Латвія, Бельгія, Чехія, Словаччина, Данія, Франція, Німеччина, Ліхтенштейн, Люксембург, Андорра, Велика Британія, Італія, Нідерланди, Норвегія, Польща, Румунія, Сардинія, Іспанія, Швеція, Швейцарія, Боснія і Герцеговина, Чорногорія, Хорватія, Словенія, Сербія.

## Середовище
Зростає від низин до пагорбів на багатих гумусом ґрунтах, особливо на сонячних місцях з низькою рослинністю — пасовищах, схилах пагорбів і межах.

## Біоморфологічна характеристика
Це трав'яниста багаторічна рослина з дуже коротким стеблом, іноді до 10 см заввишки. Перисті листки в приземній розетці в обрисі видовжено-ланцетні, сегменти зігнуті, шипозубчасті, з гострими і жорсткими кінчиками. Квіткові голови знаходяться в центрі розетки, у діаметрі до 5 см, пурпурового кольору, віночки лілові. Плід — сім'янка.
Цвіте з липня по вересень.